# Sander Rozema
Sander Rozema (Roden, 19 juni 1987) is een Nederlands voormalig profvoetballer die als middenvelder speelde.

## Carrière

### FC Groningen
Rozema's voetbalcarrière begon bij het lokale Nieuw Roden. Hij kwam er als E-pupil in de D1 terecht. Hij werd gescout door Hans Nijland en in de jeugdopleiding van FC Groningen opgenomen, eerst bij GRC Groningen. Als gevolg van een scheur in zijn kruisbanden moest Rozema een jaar lang revalideren. Halverwege het seizoen 2006-2007 maakte de Rodenaar de overgang naar het beloftenteam van de Trots van het Noorden, dat op dat moment in de eerste divisie van de beloften speelde. Mede dankzij hem promoveerde de ploeg naar de eredivisie. Rozema tekende op maandag 23 april 2007 vervolgens een tweejarig contract. Hij debuteerde op 26 september 2007 in de met 8-1 gewonnen bekerwedstrijd bij IJsselmeervogels. Verder deed hij enige minuten mee in een competitiewedstrijd, uit tegen Sparta. Ook deze wedstrijd werd door FC Groningen gewonnen (3-1).

### Verhuur aan FC Zwolle
Op 30 januari 2008 werd hij uitgeleend aan FC Zwolle. Door een blessure speelde hij daarvoor geen enkele wedstrijd.

### SC Veendam
Op 5 juni 2008 werd bekend dat Rozema een contract voor twee jaar aanging bij BV Veendam. Hier speelde Rozema vijf seizoenen, totdat Veendam op 2 april 2013 failliet werd verklaard. Rozema werd hierdoor transfervrij.

### FC Emmen
Vanaf het seizoen 2013/14 was Rozema actief voor FC Emmen. In 2017 beëindigde hij zijn carrière.
| Seizoen | Club         | Competitie     | Wedstrijden | Dlp. |
| ------- | ------------ | -------------- | ----------- | ---- |
| 2007/08 | FC Groningen | Eredivisie     | 1           | 0    |
| 2007/08 | FC Zwolle    | Eerste divisie | 0           | 0    |
| 2008/09 | BV Veendam   | Eerste divisie | 19          | 3    |
| 2009/10 | BV Veendam   | Eerste divisie | 23          | 1    |
| 2010/11 | BV Veendam   | Eerste divisie | 28          | 0    |
| 2011/12 | SC Veendam   | Eerste divisie | 24          | 1    |
| 2012/13 | SC Veendam   | Eerste divisie | 21          | 1    |
| 2013/14 | FC Emmen     | Eerste divisie | 32          | 1    |
| 2014/15 | FC Emmen     | Eerste divisie | 19          | 0    |
| 2015/16 | FC Emmen     | Eerste divisie | 32          | 1    |
| 2016/17 | FC Emmen     | Eerste divisie | 12          | 0    |